# FK Kruoja Pakruojis
Maillots
Le FK Kruoja Pakruojis est un club lituanien de football évoluant dans le championnat de Lituanie depuis 2009.
Le club, basé à Pakruojis, joue au stade de Pakruojis, d'une capacité de 2 000 spectateurs.

## Histoire
Le club participe au premier tour de la Ligue Europa lors des saisons 2013-2014 et 2015-2016.

## Saisons depuis 2001
| Saison | Niveau | Division   | Position | @      | Remarque                 |
| ------ | ------ | ---------- | -------- | ------ | ------------------------ |
| 2001   | 3.     | Antra lyga | 9.       | [ 1 ]  |                          |
| 2002   | 3.     | Antra lyga | 8.       | [ 2 ]  |                          |
| 2003   | 3.     | Antra lyga | 6.       | [ 3 ]  |                          |
| 2004   | 3.     | Antra lyga | 1.       | [ 4 ]  | Promotion en Pirma lyga  |
| 2005   | 2.     | Pirma lyga | 10.      | [ 5 ]  |                          |
| 2006   | 2.     | Pirma lyga | 4.       | [ 6 ]  |                          |
| 2007   | 2.     | Pirma lyga | 4.       | [ 7 ]  |                          |
| 2008   | 2.     | Pirma lyga | 10.      | [ 8 ]  | Promotion en A lyga (D1) |
| 2009   | 1.     | A lyga     | 8.       | [ 9 ]  |                          |
| 2010   | 1.     | A lyga     | 7.       | [ 10 ] |                          |
| 2011   | 1.     | A lyga     | 5.       | [ 11 ] |                          |
| 2012   | 1.     | A lyga     | 4.       | [ 12 ] |                          |
| 2013   | 1.     | A lyga     | 5.       | [ 13 ] |                          |
| 2014   | 1.     | A lyga     | 2.       | [ 14 ] |                          |
| 2015   | 1.     | A lyga     | 10.      | [ 15 ] | disparition              |